# Comunitatea Națională de Informații
Comunitatea Națională de Informații este o autoritate administrativă constituită la nivelul Consiliului Suprem de Apărare a Țării, cu atribuții în realizarea activităților de informare, contrainformare și protecție . Din cadrul CNI fac parte următoarele structuri: Serviciul Român de Informații, Serviciul de Informații Externe, Direcția Generala de Informații a Apărării și Direcția Generală de Protecție Internă din Ministerul Afacerilor Interne . CNI a fost creată pe 18 noiembrie 2005, în urma unei hotărâri a Consiliului Suprem de apărare a țării (CSAT) .

## Structură

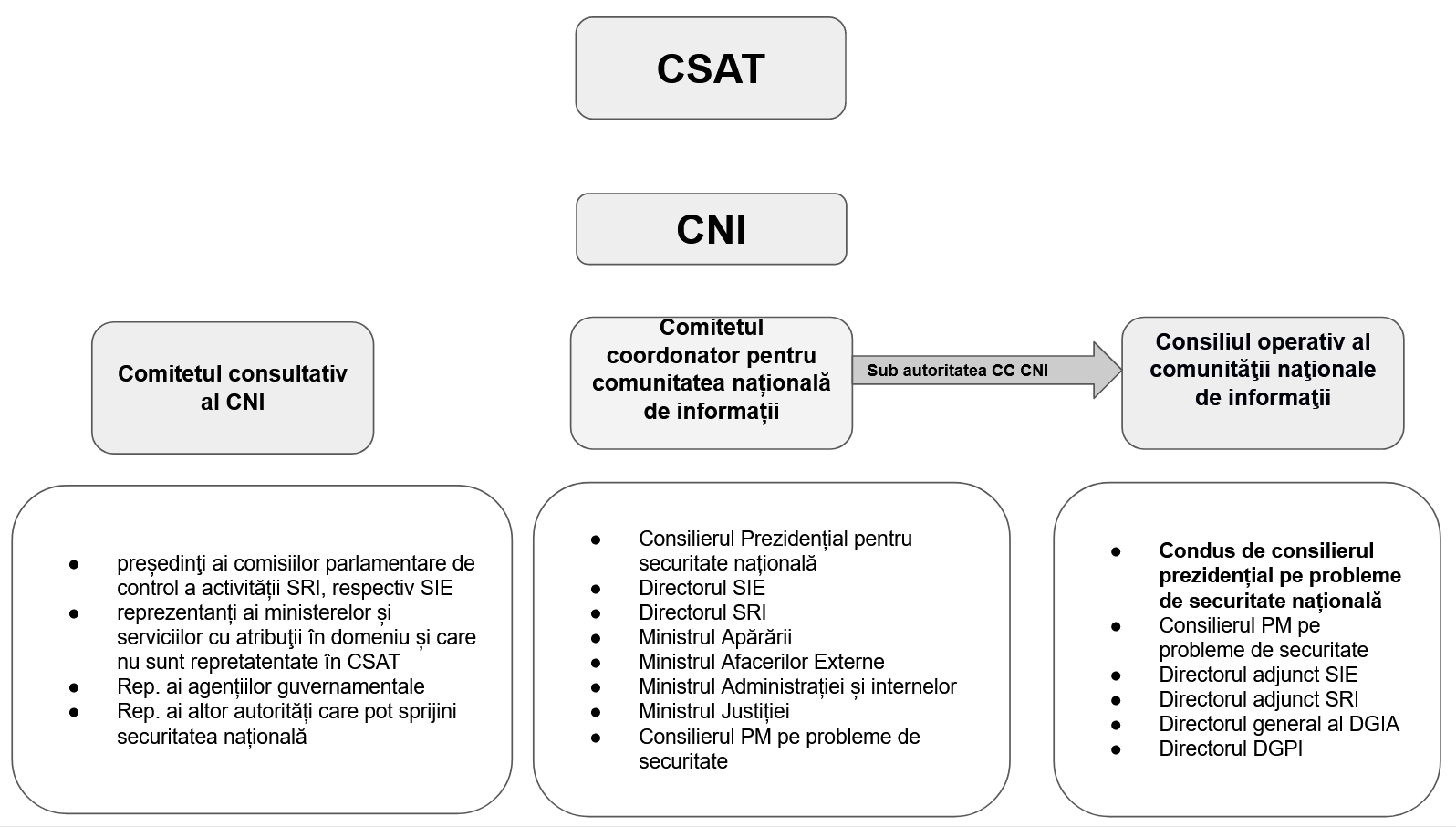
Componența Comitetelor CNI

Organizarea și coordonarea unitară a activităților de informații care privesc securitatea națională este realizată de către CSAT prin Comitetul coordonator pentru comunitatea națională de informații. Cooperarea și  colaborarea între structurile comunității naționale de informații este asigurată de către Consiliul 
operativ al comunității naționale de informații . Pe lângă Comitetul Coordonator pentru Comunitatea Națională de Informații, funcționează Consiliul Consultativ al CNI . 
- Comitetului Coordonator pentru CNI este format din: Consilierul Prezidențial pentru securitate națională, Directorul SIE, Directorul SRI, Ministrul Apărării, Ministrul Afacerilor Externe, Ministrul Afacerilor Interne, Ministrul Justiției, Consilierul primului ministru pe probleme de securitate.
- Consiliul operativ al comunității naționale de informații este format din: Consilierul prezidențial pe probleme de securitate națională (conduce consiliul operativ), Consilierul primului ministru pe probleme de securitate, Directorul adjunct SIE, Directorul adjunct SRI, Directorul general al DGIA, Directorul DGPI.
- Comitetul consultativ al CNI este format din: Președinți ai comisiilor parlamentare de control a activității SRI, respectiv SIE, reprezentanți ai ministerelor și serviciilor cu atribuții în domeniu și care nu sunt repretatentate în CSAT, reprezentanți ai agențiilor guvernamentale, reprezentanți ai altor autorități care pot sprijini securitatea națională.

În vederea desfășurării funcției publice de comunicare și a abordării problemelor de securitate națională în contextul întregului mediu social, la reuniunile Consiliului consultativ pot fi prezenți, în funcție de tema de interes, membri din comisiile parlamentare permanente de specialitate și reprezentanți ai societății civile . 

## Atribuții ale Consiliului operativ
Consiliul operativ al Comunității Naționale de Informații se ocupă, în special, de implementarea dispozițiilor din documentele de planificare informativă și de coordonare operativă la nivelul CNI, incluzând Planul Național de Priorități Informative. De asemenea, acesta stabilește operațiunile și proiectele informative, contra-informative și de securitate, menite să susțină strategiile naționale, la solicitarea Comitetului coordonator pentru Comunitatea Națională de Informații .